# Chirodica outeniquensis
Chirodica outeniquensis es un coleóptero de la familia Chrysomelidae.
Fue descrita científicamente en 1998 por Biondi.